# Arca di san Zanobi

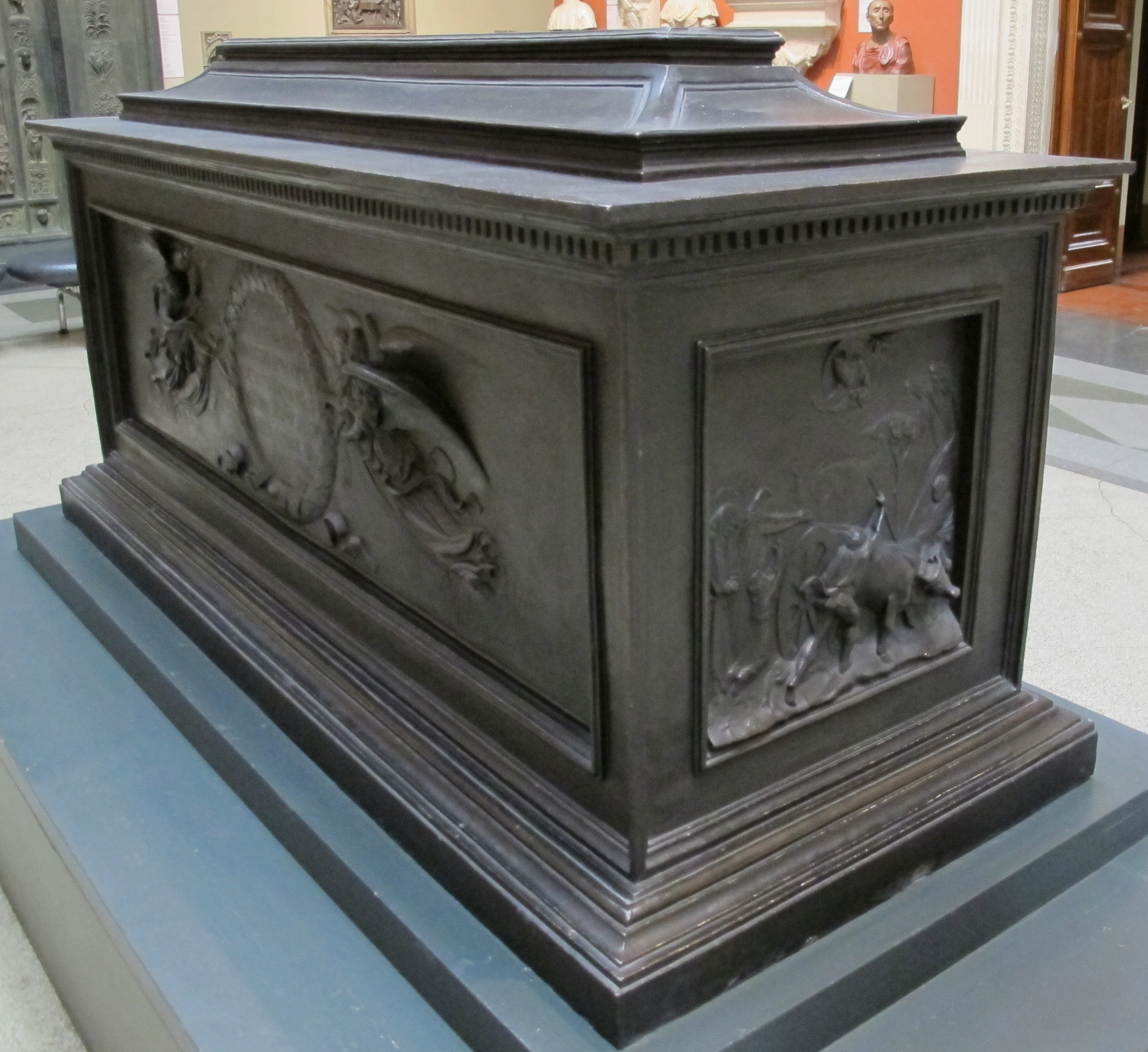
Arca di san Zanobi, calco del Museo Pushkin di Mosca

L'Arca di san Zanobi è un monumento funebre in bronzo (85x193 cm) di Lorenzo Ghiberti, databile al 1432-1442 circa e conservato nella cattedrale di Santa Maria del Fiore a Firenze, sotto la mensa d'altare della cappella di San Zanobi.

## Storia
Il 15 luglio 1428, dopo una serie di consultazioni svoltesi con cittadini e con artisti attivi nel cantiere della cattedrale, venne deciso di intitolare una delle cappelle della tribuna a san Zanobi, in particolare quella in asse con l'ingresso principale della basilica. Nell'altare della cappella venne deciso di inumare le spoglie del santo, facendo approntare una nuova cassa bronzea o marmorea.
L'attuazione delle delibere fu però rimandata di qualche anno, nell'attesa che la costruzione della cupola fosse più avanzata. Nel gennaio del 1431 venne richiesto a Brunelleschi e al capomastro di fare un modello per l'altare, che venne costruito a partire dal marzo di quell'anno.
Per l'arca si indisse un vero e proprio concorso aperto a chiunque. Nel 1432 circa si appesero al portale del palazzo dell'Arte della Lana, al portale della cattedrale e al portale della sede dell'Arte dei Maestri di Pietra e Legname uno scritto che invitava chiunque volesse a fare un modello per la sepoltura, presentandolo entro cinque giorni al notaio o al provveditore dell'Opera del Duomo. Nel frattempo si dispose l'acquisto di bronzo, contrattando con l'Arte stessa che ne possedeva un'eccedenza avanzata dalla fusione del Santo Stefano di Orsanmichele.
La scelta del progetto vincitore avvenne tramite una commissione mista di Operai e nove cittadini, che optò, tra tutti i modelli presentati, per quello di Ghiberti. Tra i progetti scartati ve ne era anche uno di Brunelleschi, a cui comunque fu allogato l'altare.
Il dettagliatissimo contratto con Ghiberti risale al marzo 1432, con un tempo di consegna stabilito in tre anni e sei mesi a partire dal 15 aprile dell'anno in corso. L'artista vi lavorò con solerzia per i primi due anni e nel 1434 è registrata infatti la consegna di cinquecento libbre d'ottone acquistate a Venezia «per gitare due storie della sepoltura di santo Zanobi».
Nel 1439 i lavori dovevano essersi arrestati e l'artista è di nuovo incaricato formalmente di procedere al completamento della cassa, specificando che la parte tergale doveva essere a sportello (per estrarre e riporre il busto-reliquiario del santo, creato da Andrea Arditi nel XIV secolo) e contenente un'iscrizione che avrebbe dettato il cancelliere Leonardo Bruni. Mentre i lavori procedevano, nel marzo del '40, non essendo ancora stato disposto niente riguardo al testo dell'iscrizione, gli operai decisero di utilizzare le parole che ancora oggi sono presenti.
Nel gennaio del 1442 la cassa doveva essere completata, poiché venne fatta verniciare. Ad agosto si saldò l'artista, per un totale di circa 1324 fiorini. A fine del Cinquecento si decise di dorare la cassa, con un procedimento che si rivelò poco durevole, infatti, sebbene il metallo prezioso si mantenne almeno fino a tutto il seicento, oggi non ve ne è più traccia.

## Descrizione e stile

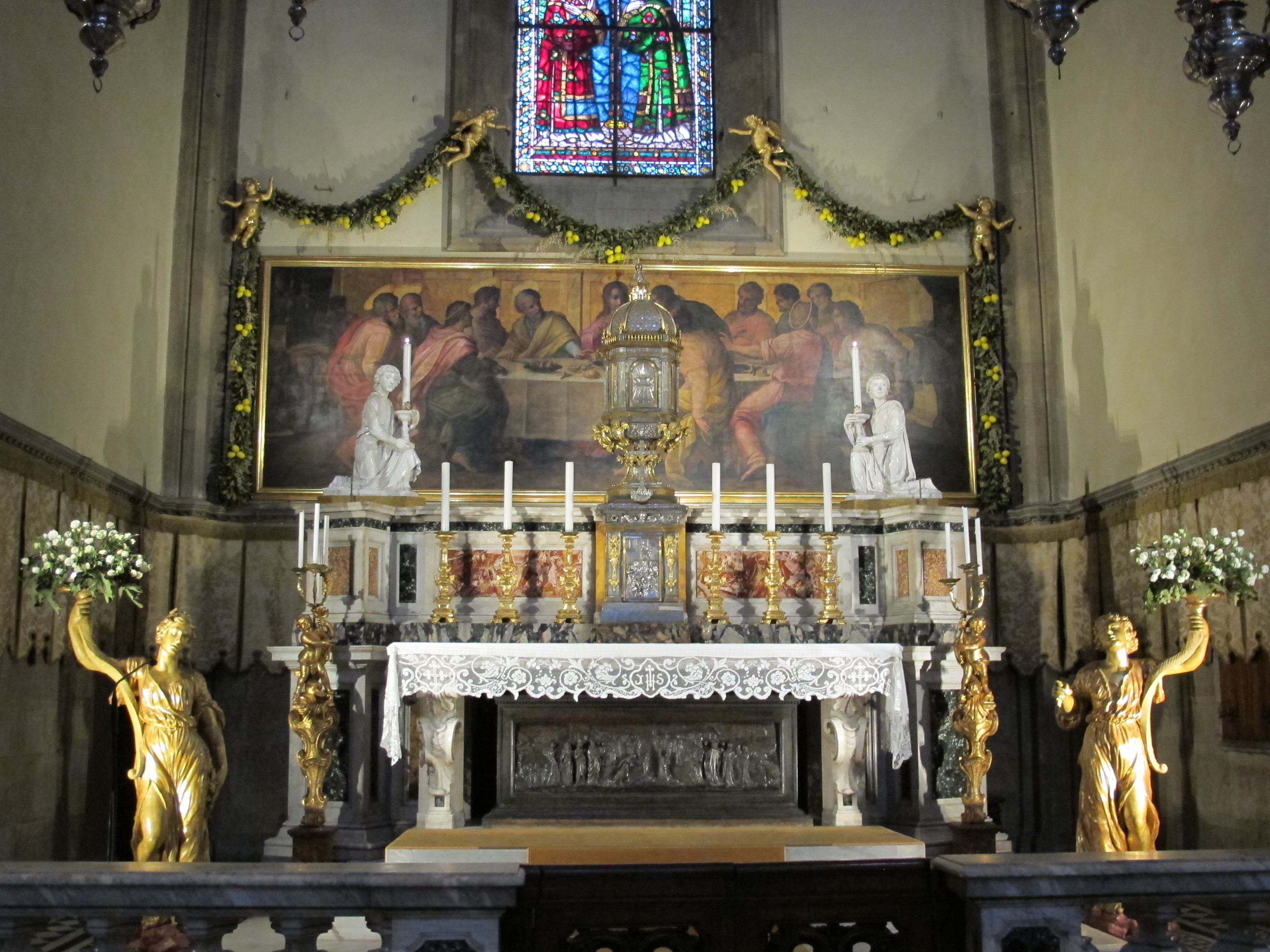
L'altare di San Zanobi nella cattedrale di Santa Maria del Fiore con, sotto la mensa, l'arca

L'arca ha una forma tradizionale, a parallelepipedo, con base e coperchio rastremato. Vari elementi decorativi tratti dall'architettura classica, come le cornici modanate e i dentessi, incorniciano i riquadri con bassorilievi sui quattro lati. Lo schema è quello dell'Arca dei tre martiri, eseguita dall'artista nel 1427-1428 circa.
Il lato frontale della cassa è decorato con il grande rilievo della Resurrezione di un fanciullo, miracolo del santo avvenuto tradizionalmente in città, in Borgo degli Albizi, e a miracoli simili alludano anche i due rilievi laterali: la Resurrezione del famiglio di sant'Ambrogio e la Resurrezione di un fanciullo travolto da un carro di buoi. La parte tergale presenta sei angeli che sostengono una ghirlanda di foglie d'olmo, contenente un epitaffio in latino in onore del santo: CAPUT BEATI ZENOBII FLORENTINI EPISCOPI IN CUIUS HONOREM HEC ARCA INSIGNI ORNATU FABRICATA FUIT.
La scena principale è ambientata in uno scorcio cittadino ideale, descritto con edifici classicheggianti e con una città murata alla sinistra, in cui al centro avviene la scena miracolosa che ha come protagonisti la madre affranta, a sinistra, il fanciullo ora disteso, ora in piedi (per simboleggiare la resurrezione) e il vescovo Zanobi. Essi si trovano al centro di una strada tra due affollate quinte di cittadini, in prospettiva centrale esattamente simmetrica, una scelta particolarmente azzeccata per la collocazione, al centro dell'asse della navata principale nella chiesa. Se nelle figure laterali domina un senso di placida contemplazione, animate dalla variazione del rilievo che restituisce la diversa distanza (altorilievo per le figure più vicine, fino allo stiacciato per quelle più lontane), i protagonisti al centro sono animati da una forte espressività: la madre che distende le braccia affranta (gesto che verrà sviluppato qualche anno dopo da Domenico Veneziano nell'analogo episodio rappresentato nella predella della Pala di Santa Lucia dei Magnoli), il fanciullo in doppia posa (un espediente già usato, ad esempio, da Ambrogio Lorenzetti nelle Quattro storie di san Nicola a Firenze), e il santo che invoca intensamente il cielo levando il braccio e lo sguardo. La presenza di personaggi con abiti di foggia orientale ricorda l'evento fiorentino del Concilio del 1439. Tipiche di Ghiberti sono l'estrema cura dei dettagli e la stilizzazione di alcuni di essi, in linea con un gusto decorativo del mai dimenticato retaggio gotico e della sua minuzia da orefice. Ne sono esempio i gruppi d'alberi, qua e là, mai realisticamente rapportati alla scala delle figure, oppure i valori prettamente disegnativi di alcuni dettagli, come lo svolazzare di alcuni panneggi, la popolosa città murata (di sapore così goticheggiante), le rocce scheggiate che formano la base della rappresentazione. La commistione di questi elementi ne fa un ottimo esempio dello stile di mediazione di Ghiberti, che tanto successo riscosse per aver saputo coniugare la tradizione con le più innovative scoperte dei colleghi del filone più "puro" dell'arte del primo Rinascimento: Brunelleschi, Donatello e, con minor influsso, Masaccio.